# СК Тирана
ФК „Тирана“ (на албански Klubi i Futbollit Tirana, Клюби и Футболит Тирана) е албански футболен отбор от столицата Тирана. Един от най-титулуваните отбори, „Тирана“ доминира в албанския футбол през последните години. Има спечелени 22 титли и 12 купи на Албания. Местният конкурент е КС „Динамо“.

## История
Основан е на 16 август 1920 и носи името „Агими“ от тази година до 1927, когато е преименуван на СК „Тирана“. През 1930 дебютира в първенството и печели първата си титла, като така става първият албански шампион по футбол. През 1947 е преименуван на „17 Нънтори“ (на албански „17 ноември“) в чест на деня, когато Тирана е освободена от германските окупационни сили (17 ноември 1944). След 1949 носи името „Тирана“, но през 1951 отборът е преименуван на „Пуна“. От 1958 отново носи името „17 Нънтори“, а през 1991 е възвърнато старото име СК „Тирана“.

### „Тирана“ срещу български отбори
През юли 2005 се среща с ЦСКА София във втория предварителен кръг за Шампионската лига и отпада с общ резултат 0:4.

## Успехи
- Суперлига:
  -  Шампион (24): – 1930, 1931, 1932, 1934, 1936, 1937, 1965, 1966, 1968, 1970, 1982, 1985, 1988, 1989, 1995, 1996, 1997, 1999, 2000, 2003, 2004, 2005, 2007, 2009.
  -  Сребърен медалист (1): 2022/23
- Купа на Албания:
  -  Носител (14): 1938, 1963, 1976, 1977, 1983, 1984, 1986, 1995, 1996, 1999, 2001, 2002, 2006, 2011.
  -  Финалист (1): 2022/23
- Суперкупа на Албания:
  -  Носител (8): 1994, 1996, 2000, 2002, 2003, 2005, 2007, 2009
  -  Финалист (1): 2020

## Футболисти
- Алтин Ракли (р. 1970)
- Гери Чипи (р. 1976)
- Албан Буши
- Илион Лика

## Български футболисти
- Николай Арабов: 1993/94 - (25 мача - 0 гола)
- Мартин Кавдански: 2015 - (4 мача - 0 гола)
- Архан Исуф: 2024 - (10 мача - 0 гола)